# Eschenau
Eschenau là một thị xã thuộc huyện Lilienfeld trong bang Niederösterreich.